# 이노리나무
이노리나무는 한반도 특산종으로 주로 중부 이북지방에 분포하는 낙엽소교목이다. 높이가 5m에 달하고 어린 가지에 털이 있다. 잎은 어긋나며 손바닥 모양으로 깊게 갈라지고 가장자리에 잔 톱니가 있다. 꽃은 흰색으로 5-6월에 산방꽃차례로 달린다. 암술대는 4개이고 열매는 이과(梨果)로 둥글며 9-10월에 붉게 익는다.